# Waranka
Els guaranga o waranka constitueixen un dels pobles ètnics de la nacionalitat indígena kichwa de l'Equador. Habiten principalment en la zona andina i rural de la cèntrica província de Bolívar, a la Sierra equatoriana.

## Història
Tradicionalment relacionats i confosos per molt de temps amb el poble aborigen puruhá, assentada en la veïna província de Chimborazo, i amb els indígenes tomabelas, assentats entre Bolívar i Tungurahua, el poble waranka s'hauria originat de la tribu preincaica dels Chimbus o Chimbos, destacant la llegenda de Chimbo Cando, conegut com el cacic Guaranga, líder indígena que hauria dirigit la resistència contra la invasió dels inques des del Perú, en el lloc on actualment s'assenta la ciutat de Guaranda. Es diu també que després de la conquesta inca, diverses dones i homes haurien estat desplaçats en qualitat de mitimaes cap als voltants del llac Titicaca al Perú. Després de la fi de la colònia espanyola i durant gairebé dos segles de vida republicana de l'Equador, igual que la resta de pobles originaris de la Serra equatoriana, l'actual poble waranka, fruit del possible mestissatge indígena entre chimbos, tomabelas, puruháes i inques, adopta el kichwa com a símbol d'identitat cultural i autodeterminació.
Sobre l'origen del topònim que dona nom a aquest poble també existeix controvèrsia, ja que d'una banda, waranka en llengua kichwa significa «mil», en tant que la paraula guaranga, de suposat origen panzaleo, llengua originària extinta cap al segle xviii, el terme significaria «poble de l'esparver» o «font d'aigua del turó». També se'l relaciona amb l'arbre Prosopis palida, conegut com garrofer o guarango.

## Ubicació geogràfica
Les 216 comunitats warankas s'assenten en la zona rural i andina de la província de Bolívar, en sis cantons:
- Cantó Guaranda, a les parròquies de Gabriel Ignacio de Veintilla, Facundo Vela, Guanujo, Salinas, San Simón, Simiatug y San Luis de Pambil.
- Cantó Chillanes, a la parròquia Chillanes.
- Cantó Chimbo, a la parròquia Asunción.
- Cantó Echeandía, a la parròquia Echeandía.
- Cantó San Miguel, a la parròquia San Pablo de Atenas.
- Cantó Caluma, en la parròquia de Caluma.

## Pràctiques productives
L'agricultura és la principal activitat d'aquest poble, destacant el cultiu de blat de moro, hortalisses i altres cereals. Es dediquen en segona instància a l'elaboració d'artesanies.
La parròquia de Salinas de Tomabelas destaca a més per la producció agroindustrial de lactis i xocolata, que distribueix a nivell nacional i internacional, en un procés que ha involucrat activament a aquestes comunitats indígenes.